# 瓦爾卡市鎮
瓦爾卡市鎮是拉脫維亞的市镇，設立於2009年，位於該國北部，行政中心为瓦爾卡。市镇面積为908.8平方公里，人口数量为7,596人（2021年）。